# プラチナバンド
プラチナバンド（Platinum frequency bands, プラチナ周波数帯）とは、日本における800MHz前後の周波数帯の俗称。ゴールデンバンドとも言う。

## 概要
700MHzから900MHzの周波数帯を指して、総務省の研究会として開催された電波利用料制度に関する専門調査会ではゴールデンバンド、日経BP社ではプラチナバンドと定義している。
この周波数帯は、電波の回折の特性から、特に携帯電話等での利用に適しているとされる。またそれ故に、多くの事業者に割り当て済みで空き領域が非常に少なく、希少価値が高いという意味も込められている。更に、その基地局の敷設には、他の周波数(2GHzなど)に比べて高額な費用が掛かるという意味も含まれることがある。

## 各事業者での扱い

### NTTドコモ
NTTドコモでは、800MHz帯で展開するW-CDMA(UMTS)方式を利用したサービスブランドとして「FOMAプラスエリア」を使用している。
また、同社はLong Term Evolution(FD-LTE)方式を利用したサービス(Xi)も展開しており、800MHz帯においてもLTEサービスを2012年11月16日より開始している。
なお、FOMAプラスエリアのようなサービスブランドは用意されていないが、エリアマップでは「Xiエリア(800MHz)」と表記している。
2012年6月には、700MHz Middle Bandsの免許が認可されたため、2015年1月より同帯域を利用したLTEサービスを開始予定である。
割り当て済み周波数(プラチナバンドのみ記載)
W-CDMA（UMTS）バンドXIX または LTE バンド19
- 移動機→基地局（上り）: 830MHz - 845MHz
- 基地局→移動機（下り）: 875MHz - 890MHz

LTE バンド28
- 移動機→基地局（上り）: 728MHz - 738MHz
- 基地局→移動機（下り）: 783MHz - 793MHz

### KDDI・沖縄セルラー電話連合（au）
KDDI・沖縄セルラー電話連合が展開するau携帯電話では、cdmaOne 方式によるサービスを cdmaOne のサービスブランドで過去に提供しており、この発展系であるCDMA2000 方式によるサービスを CDMA 1X（CDMA2000 1x MC規格、後のau 3G。2018年4現在における現行機種では4G LTE/3G両対応携帯電話(ガラホ)のGRATINA 4G KYF34のみこれに該当する）と、CDMA 1X WIN（後のau 3G。CDMA2000 1x EV-DO規格）のサービスブランドで提供しており、いずれも800MHz帯を採用している。cdmaOne 時代より800MHz帯を利用したサービス展開を行っており、CDMA 1X（後のau 3G）へも帯域を共用しながら移行した為、NTTドコモの「FOMAプラスエリア」や、ソフトバンクの「プラチナバンド」のように、特定帯域への対応を示すブランド等は存在しない。なお、周波数の再編が行われている際に、再編前の周波数と再編後の周波数を区別するため、再編後の周波数帯を新800MHz帯と呼称していた。
両社は、LTE(FDD-LTE)方式を利用したサービスとして「au 4G LTE」を展開しており、2012年11月2日より順次800MHz帯および1.5GHz帯でのサービス提供を開始している。
2012年6月には、700MHz Low Bandsの免許が認可されたため、2015年1月より同帯域を利用したLTEサービスを開始予定である。
割り当て済み周波数(プラチナバンドのみ記載)
CDMA2000 バンドクラス0 または LTE バンド18
- 移動機→基地局（上り）: 815MHz - 830MHz
- 基地局→移動機（下り）: 860MHz - 875MHz

LTE バンド28
- 移動機→基地局（上り）: 718MHz - 728MHz
- 基地局→移動機（下り）: 773MHz - 783MHz

### ソフトバンク
SoftBankでは、900MHz帯においてW-CDMA方式およびLTE方式を用いた通信サービスを行っている。
900MHz帯による通信サービス開始当初(当初はW-CDMA方式のみ)から、サービスブランドとして「プラチナバンド」を使用している。
900MHz帯でのLTE方式は、2014年夏に開始した。
2012年6月、700MHz High Bandsの免許がワイモバイル(当時、現ソフトバンク)へ認可されたため、2015年12月より同帯域を利用したLTEサービスを開始予定である。
割り当て済み周波数(プラチナバンドのみ記載)
W-CDMA（UMTS）バンドVIII または LTE バンド8
- 移動機→基地局（上り）: 900MHz - 915MHz
- 基地局→移動機（下り）: 945MHz - 960MHz

LTE バンド28
- 移動機→基地局（上り）: 738MHz - 748MHz
- 基地局→移動機（下り）: 793MHz - 803MHz

### 楽天モバイル
2020年のサービス開始当初、この帯域の割り当てを受けていなかったが、繋がりやすさを確保する為、KDDIの800MHz帯の4G回線をローミングした物を「パートナー回線」として提供している。
これは自社回線の整備が完了するまでの措置であり、2026年9月30日で終了する予定となっている。
- 2023年10月23日

総務省から開設計画の認定を受け、700MHz帯の割り当てが決定。
- 2024年6月27日

東京都世田谷区の1局において商用サービスを開始。関東地方から順次展開していくとしている。
割り当て済み周波数(プラチナバンドのみ記載)
LTE バンド28
- 移動機→基地局（上り）: 715MHz - 718MHz
- 基地局→移動機（下り）: 770MHz - 773MHz